# Drew Carey
Drew Allison Carey (Cleveland, 23 maggio 1958) è un conduttore televisivo, comico e attore statunitense.
Protagonista della serie The Drew Carey Show e della versione statunitense di Whose Line Is It Anyway?, è dal 2007 il presentatore di The Price Is Right (equivalente statunitense di Ok, il prezzo è giusto!) e di Power of 10.
Ha partecipato all'evento WWF Royal Rumble 2001, meritandosi un posto nella storia essendosi autoeliminato. Compare inoltre nel videogioco The Sims: House Party.

## Filmografia parziale

### Attore

#### Cinema
- Teste di cono (Coneheads), regia di Steve Barron (1993)
- The Big Tease, regia di Kevin Allen (1999)
- Incontriamoci a Las Vegas (Play It to the Bone), regia di Ron Shelton (1999)
- Jack e Jill (Jack and Jill), regia di Dennis Dugan (2011)

#### Televisione
- Un raggio di luna per Dorothy Jane (The Torkelsons) – serie TV, episodio 1x16 (1992)
- La famiglia Bowman (The Good Life) – serie TV, 13 episodi (1994)
- The George Carlin Show – serie TV, episodio 1x16 (1994)
- Un pazzo venerdì (Freaky Friday), regia di Melanie Mayron – film TV (1995)
- The Drew Carey Show – serie TV, 233 episodi (1995-2004)
- Lois & Clark - Le nuove avventure di Superman (Lois & Clark: The New Adventures of Superman) – serie TV, episodio 4x09 (1996)
- The Norm Show – serie TV, episodio 4x08 (1999)
- The Wonderful World of Disney – serie TV, episodio 3x12 (2001)
- Nikki – serie TV, episodio 2x04 (2001)
- Rock & Roll Back to School Special, regia di Gerry Cohen – film TV (2001)
- House of Cards – film TV (2001)
- On the Spot – serie TV, episodio 1x05 (2003)
- Call Me Cobra – serie TV, 2 episodi (2004)
- Crank Yankers – serie TV, episodio 3x13 (2005)
- Yacht Rock – miniserie TV, episodio 1x09 (2006)
- Community – serie TV, episodio 2x02 (2010)
- Febbre d'amore (The Young and the Restless) – serie TV, episodio 10376 (2013)
- Scorpion – serie TV, episodio 2x18 (2016)
- NCIS - Unità anticrimine (NCIS) – serie TV, episodio 15x16 (2018)
- American Housewife – serie TV, episodio 4x03 (2019)

#### Cortometraggi
- Sounds Dangerous, regia di Jerry Rees (1999)

### Doppiatore

#### Cinema
- Robots, regia di Chris Wedge e Carlos Saldanha (2005)

#### Televisione
- King of the Hill – serie animata, episodio 4x08 (1999)
- I Griffin (Family Guy) – serie animata, episodio 9x08 (2011)
- I Simpson (The Simpsons) – serie animata, episodio 28x04 (2016)

## Doppiatori italiani
Nelle versioni in italiano delle opere in cui ha recitato, Drew Carey è stato doppiato da:
- Eugenio Marinelli in The Drew Carey Show
- Mario Scarabelli in Community
- Roberto Stocchi in NCIS - Unità anticrimine

Da doppiatore è sostituito da:
- Paolo Maria Scalondro in Robots